# Jordreform
En jordreform är en omfördelning av odlingsbar jord genom statliga åtgärder. De svenska jordreformerna under tidigt 1800-tal var den svenska motsvarigheten till det som kallas den agrara revolutionen.
En del jordreformer innebär skiften där likvärdig jord utbyts mellan ägare, eventuellt med vissa inslag av tvångsförsäljningar. I andra fall innebär reformen att betydande jordarealer måste exproprieras och reformen är då i allmänhet mycket kontroversiell.
I länder med en stor fattig landsbygdsbefolkning utan egen mark är jordreformer ofta en väsentlig punkt på agendan för vänsterregeringar. Detta gäller till exempel i Latinamerika. Möjlighet att försörja sig genom att odla egen mark ses som väsentlig för att bekämpa fattigdom och minska de fattigas beroende av godsägares godtycke. Jämför Torparlagen i Finland, som år 1919 gav torpare rätt att lösa in (köpa) sitt torp.

## Jordreformer i Sveriges historia
- Storskiftet syftade till att föra samman varje gårds tegar inom byn till ett fåtal skiften.
- Enskiftet innebar att varje gård tilldelades ett enda sammanhängande markstycke. Gårdens byggnader flyttades från byn till jordstycket.
- Laga skiftet innebar att alla byar skulle omfattas av skiftesreformen. Det var tillåtet med ett par skiften per gård, vanligtvis ett för åkerjord och ett annat för skog.
- Koncentrerad rationalisering, även särskild rationalisering, syftade till att små produktionsenheter slogs ihop till större och fick statligt stöd till den nya verksamheten.

## Jordreformer i Danmarks historia
- Landboreformerna, mycket omfattande jordreformer 1788-1919, som innebar att godsprincipen och fideikommisser avskaffades.

## Jordreformer i Afrika
- Etiopien, Derg genomförde 1975 en av de största omfördelningarna jordbruksmarken i Afrika.

- Egypten, 1952 genomfördes en jordreform för att omfördela ägarförhållandet mellan storjordsägarna och de fattiga bönderna.

- Kenya, Kenyatta lanserade under 1960-talet villig säljare – villig köpare-metoden som finansierades av Storbritannien.

- Namibias regeringen använder sig av villig säljare – villig köpare-metoden.

- Sydafrika, i dag äger de vita fortfarande 90 procent av den odlingsbara jorden i Sydafrika. Målet är att år 2014 skall en tredjedel av den afrikanska jorden ägas av svarta.

- Zimbabwes återförande av jordbruk till svarta under 2000-talets början under ledning av Robert Mugabe.